# Jytbarek
Jytbarek – półlegendarny cesarz Etiopii z XIII wieku. Pochodził z dynastii Zague i według jednej z tradycji miał być jej ostatnim przedstawicielem. Jytbarek miał być synem cesarza Gebre Meskela Lalibeli, ale po jego śmierci rządy w Etiopii objął bratanek Lalibeli, Neakuyto Loab (albo Leab, w zależności od pisowni). Jytbarek miał pretensje do tronu i sam chciał go objąć jako prawowity następca swojego ojca. Wielu możnowładców z prowincji Lasta zaczęło go popierać w staraniach o przejęcie władzy. Jest kwestią sporną, czy Jytbarekowi ostatecznie udało się zasiąć na tronie Etiopii. Według wersji jednej z legend, miał rządzić po śmierci Neakuyto Loaba, ale istnieją wersje traktujące o bezpośrednim następstwie Jykuno Amlaka, pierwszego przedstawiciela dynastii salomońskiej po ponad trzystu latach. Jeżeli Jytbarek sprawował rządy, zakończyły się one najprawdopodobniej pod koniec lat 60. XIII wieku, a jego sukcesorem został około 1270 popierany przez etiopskie duchowieństwo Jykuno Amlak. Etiopski historyk Taddesse Tamrat sugerował, iż Jytbarek mógł być osobą określaną w oficjalnej tradycji hagiograficznej jako cesarz Zailmaknun, król zagueński zabity przez Amlaka, co może oznaczać, że cesarz stracił władzę w wyniku buntu. Następnym cesarzem z dynastii Zague był dopiero Tekle Gijorgis II, rządzący od 1868 do 1871 roku.